# فطريات أرومية
الفُطْرِيَّات الأَرُومِيَة (الاسم العلمي: Blastocladiomyceta) هي تحت مملكة من الفطريات.

## التصنيف
- تحت مملكة الفطريات الأرومية
  - الشعبة الأرومينية
    - الطائفة الأرومانية
      - رتبة الأروميات
        - الفصيلة الأرومية
          - جنس الأروماء